# McDonnell Douglas MD-94X
O McDonnell Douglas MD-94X foi um avião comercial projetado e utilizaria motores propfan, com previsão de início da produção em 1994. A aeronave acomodaria entre 160 e 180 passageiros em configuração de assentos desconhecida. Um projeto completamente novo, foi desenvolvido no final da década de 1980 para competir com o similar Boeing 7J7. A configuração era similar ao MD-80, mas com tecnologias avançadas sendo consideradas, como a instalação de um Canard, controle de voo em fluxo laminar e em turbulência, controle side-stick (via fibra óptica) e construção de liga de Alumínio-Lítio. O interesse das companhias aéreas na tecnologia do propfan era fraco apesar de alegar 60% de redução no consumo de combustível, levando ao cancelamento do projeto.
Ao mesmo tempo estavam sendo desenvolvidos duas variantes do MD-80 que utilizavam o propfan. O "MD-91X" teria capacidade de 100-110 assentos e entraria em serviço em 1991 e o "MD-92X" acomodaria 150 passageiros e entraria em serviço no ano de 1992. OS DC-9 e MD-80 existentes seriam capazes de ser atualizados para a nova motorização.